# ジョシュ・マゲニス
ジョシュア・ブレンダン・デイヴィッド・"ジョシュ"・マゲニス（Joshua Brendan David "Josh" Magennis、1990年8月15日 - ）は、北アイルランド・ダウン県バンガー出身のプロサッカー選手。北アイルランド代表。ウィガン・アスレティックFC所属。ポジションはFW。

## クラブ経歴
ユース年代ではゴールキーパーとしてプレーしていたが、カーディフ・シティFC入団後の2008年にフォワードにコンバートされた。アカデミーの監督からは「スピードが有り、空中戦に強い」と評された。
カーディフでは定位置を確保できず、プロ契約を結んでから1シーズンで退団。以降アバディーンFC、セント・ミレンFC、キルマーノックFCとスコットランドのクラブを渡り歩いた。
2016年8月11日、フットボールリーグ1のチャールトン・アスレティックFCに2年契約で移籍。9月10日のフリートウッド・タウンFC戦で移籍後初ゴール。
2018年7月30日、ボルトン・ワンダラーズFCに移籍。

## 代表歴
U17代表ではゴールキーパーとして選出されていた。U19代表からフォワードとして選出され、2009年7月のミルクカップ・U19デンマーク代表戦で初ゴールを挙げた。8月にはU21代表デビューを果たした。
2010年5月26日に開催されたトルコ代表との親善試合で初キャップ。
2015年10月8日にウィンザー・パークで開催されたUEFA EURO 2016予選・ギリシャ代表戦で初ゴール。

### 代表戦でのゴール
| # | 開催日         | 開催地                                 | 対戦国       | スコア | 結果 | 大会                          |
| - | -------------- | -------------------------------------- | ------------ | ------ | ---- | ----------------------------- |
| 1 | 2015年10月8日  | ウィンザー・パーク                     | ギリシャ     | 2–0    | 3–1  | UEFA EURO 2016予選            |
| 2 | 2017年9月1日   | サンマリノ・スタジアム                 | サンマリノ   | 1–0    | 3–0  | 2018 FIFAワールドカップ予選   |
| 3 | 2017年9月1日   | サンマリノ・スタジアム                 | サンマリノ   | 2–0    | 3–0  | 2018 FIFAワールドカップ予選   |
| 4 | 2017年10月5日  | ウィンザー・パーク                     | ドイツ       | 1–3    | 1–3  | 2018 FIFAワールドカップ予選   |
| 5 | 2019年3月24日  | ウィンザー・パーク                     | ベラルーシ   | 2–1    | 2–1  | UEFA EURO 2020予選            |
| 6 | 2019年6月8日   | ア・ル・コック・アレーナ               | エストニア   | 2–1    | 2–1  | UEFA EURO 2020予選            |
| 7 | 2019年10月10日 | フェイエノールト・スタディオン         | オランダ     | 1–0    | 1–3  | UEFA EURO 2020予選            |
| 8 | 2020年11月15日 | エルンスト・ハッペル・シュターディオン | オーストリア | 1–0    | 1–2  | UEFAネーションズリーグ2020-21 |

## 人物
叔父のマークもサッカー選手でリンフィールドFCやバリーメナ・ユナイテッドFCなどでプレーした。ゴールキーパーとしてプレーしていた頃、サッカーを辞めラグビーに転向することも考えていた。2013年1月28日に恋人との間に長男が生まれた。

## タイトル

### クラブ
ハル・シティ
- EFLリーグ1：2020-21

ウィガン・アスレティック
- EFLリーグ1：2021-22

### 個人
- EFLリーグ1月間最優秀選手賞：2021年4月